# تدلاكت

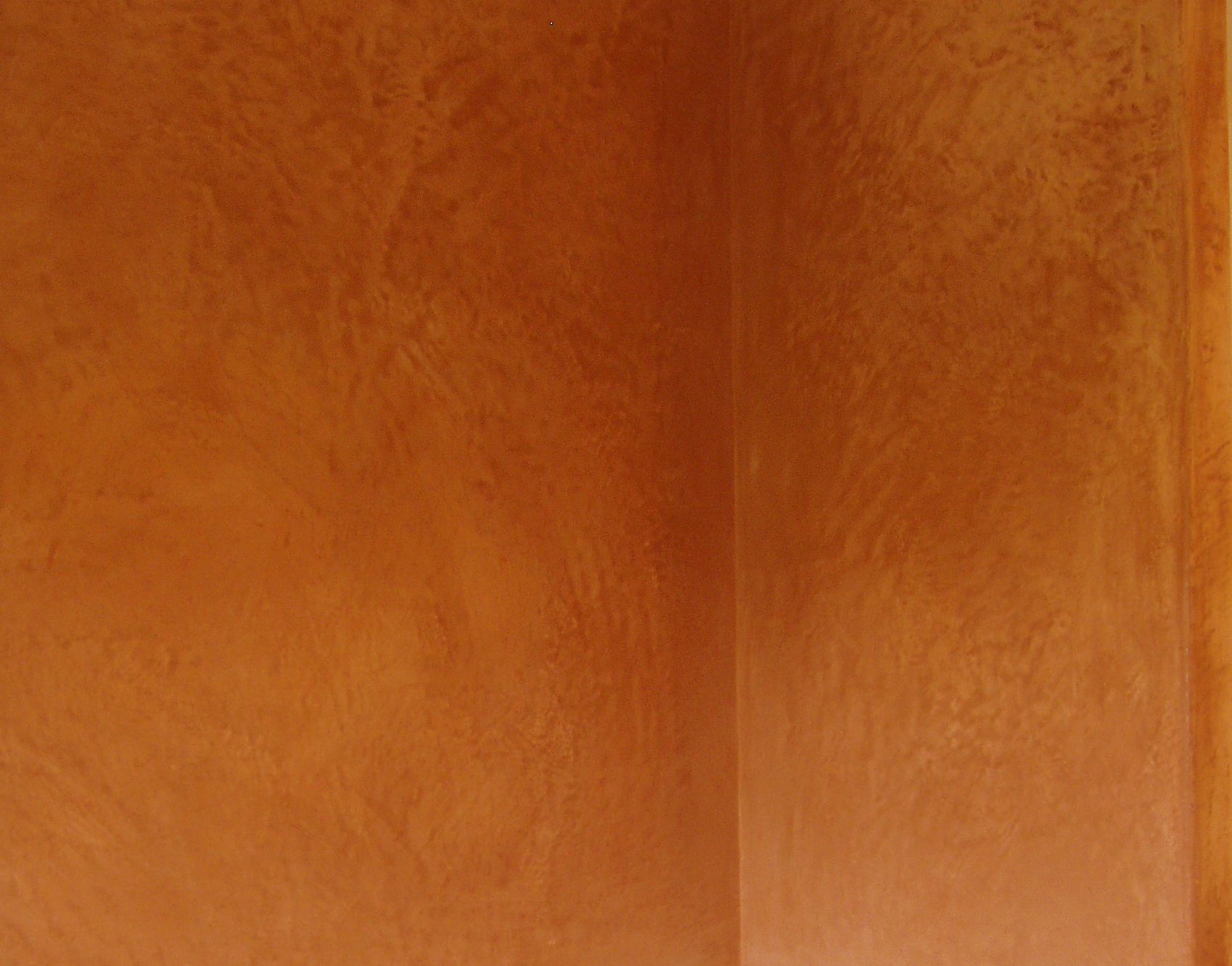
حائط مغطى بالتدلاكت

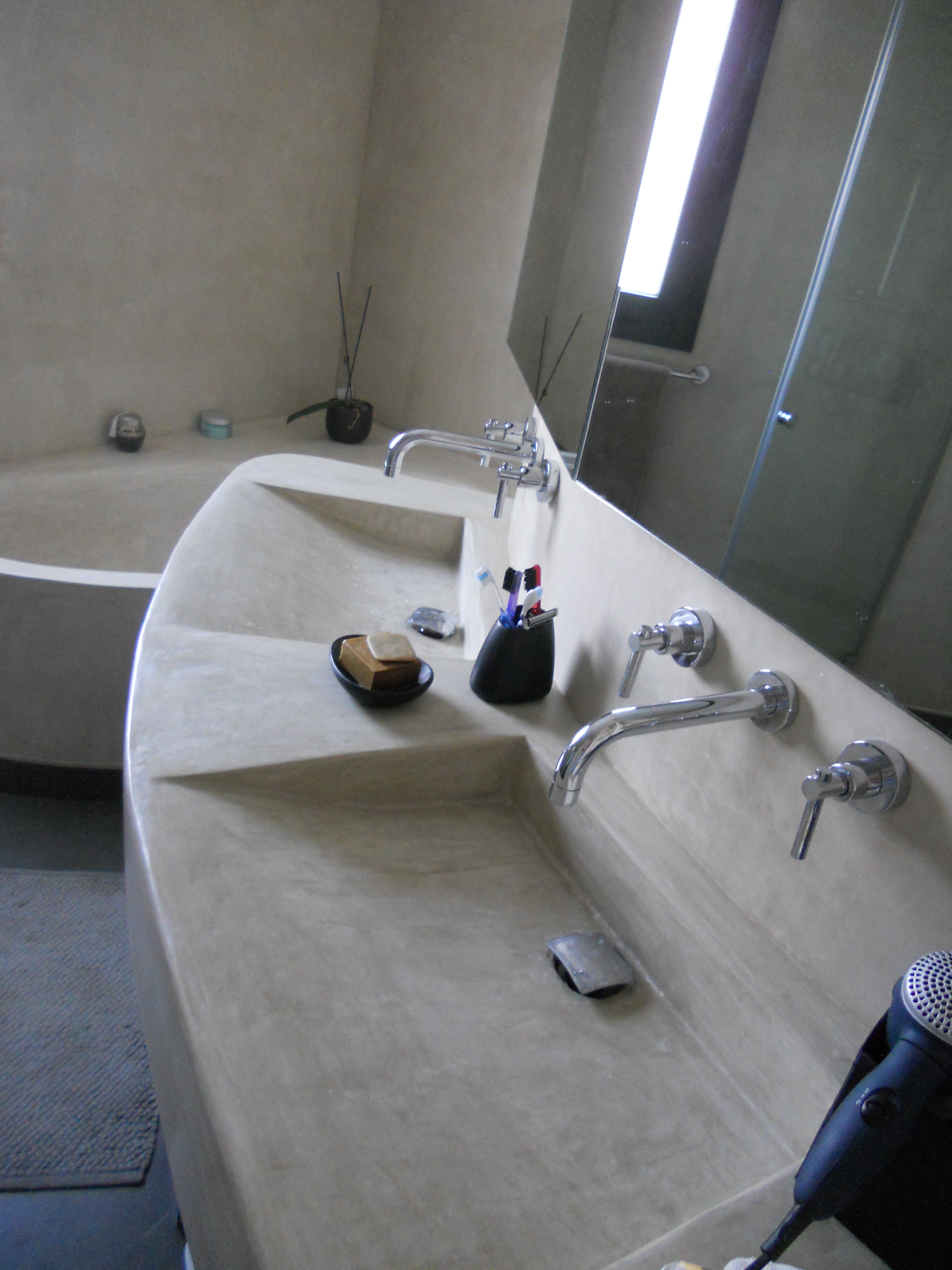
حوض غسل وحوض استحمام وجدران مصنوعة من التدلاكت

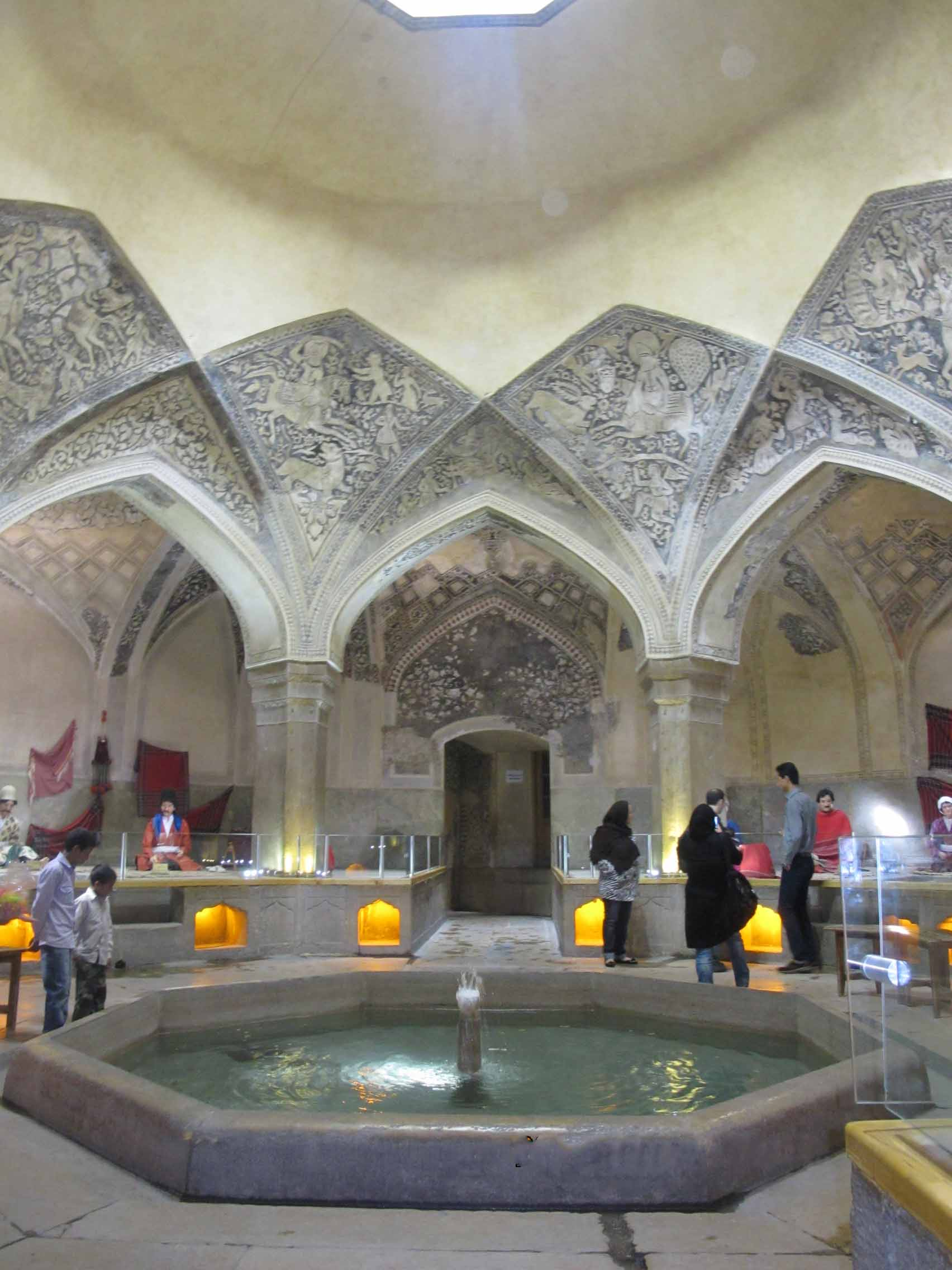
جدران ونافورة في حمام وكيل ويبدو أنها مصنوعة من التدلاكت

التدلاكت أو التدلاكة هي نوع من الصباغة مضاد للماء يستعمل في العمارة المغربية لبناء أحواض الاستحمام وأحواض الغسل وأوعية الماء وجدران داخلية وخارجية وسقوف وسطوح وحتى الأرضيات. هي مصنوعة من جص الجير الذي يتم دكه وتلميعه ومعالجته بالصابون الذي يجعلها مضادة أو كارهة للماء. التدلاكت متعبة التطبيق، ولكنها متينة. حيث أنها تُطبَّق صباغة، للتدلاكت طابع ناعم ومتموج؛ هي قادرة على تشكيل منحنيات بصورة سلسة. يمكن أن تضاف أية صبغة لتحويل لون التدلاكت، إلا أن الأحمر العميق هو اللون التقليدي. قد يكون لها طلاء لميع أو غير لميع.

## أصل التسمية والتاريخ
كلمة «تدلاكت» معناها باللغة الأمازيغية «التدليك» وكلمة «تدلاكت» مشتقة من الكلمة العربية «دلك» ومصرف على الوزن الأمازيغي «تفعالت». يظن أن التدلاكت تطورت من القضاض وهي نوع أخر من الصباغة متأصل في اليمن، إلا أن القضاض تعالج بزيوت ودهون وهيدروكسيد الكالسيوم بدلا من الصابون.

## المكونات والكمياء
المكونات الأساسية لصباغة التدلاكت هي:
1. صباغة جير (not Portland cement)
2. في بعض الحالات، الرخام أو رمل حجر الجير
3. الصابون الطبيعي (كثيرا الصابون «الأسود» أو صابون زيت الزيتون) لتسريع كربنة السطح ولتأثير التصميد للماء

الصابون يتفاعل مع صباغة الجير، الأمر الذي يصنع صابون الجير. وصابون الجير لا يحلل في المياه وهو صلب نسبية.
2 C17H35COO−Na+ + Ca2+ → (C17H35COO)2Ca + 2 Na+

## التقنيات

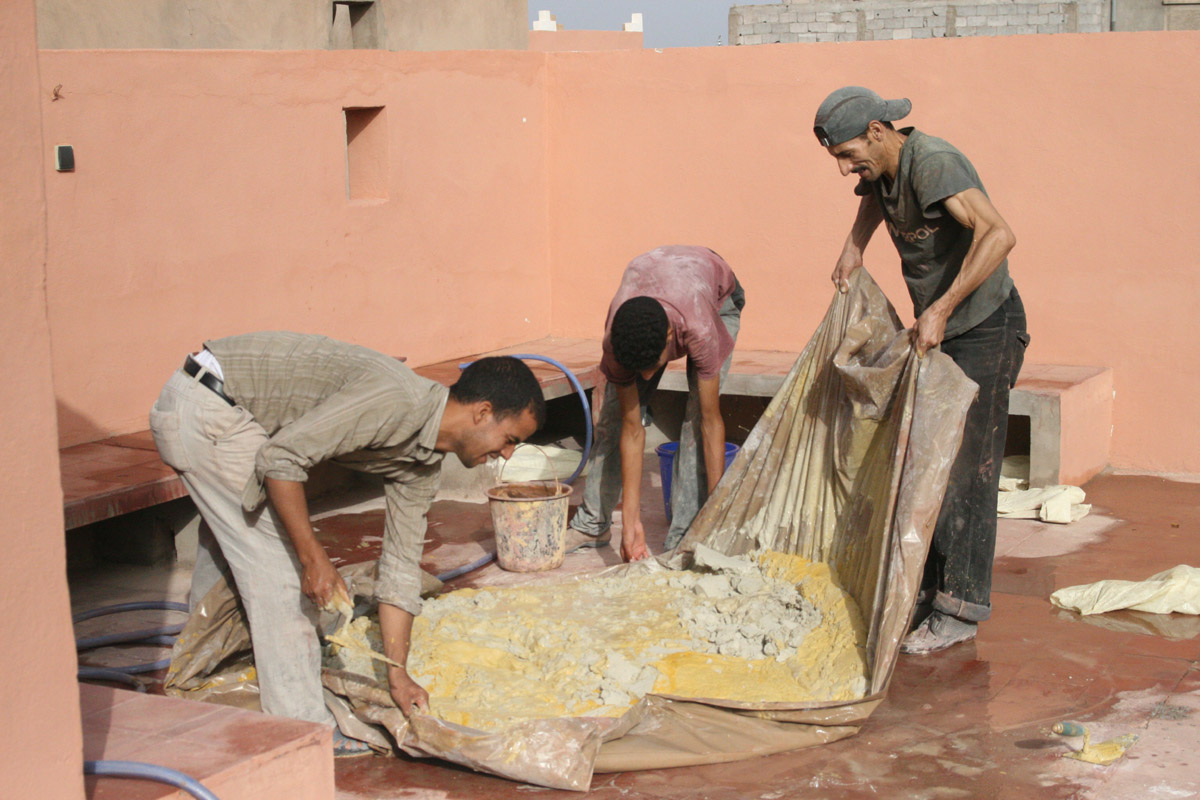
تخليط طحين الصباغة مع الماء والصبغة الصفراء لصنع التدلاكت في رياض دار ريتا في مدينة ورززات المغربية

تطبيق التدلاكت التقليدي يضمن التلميع بحجر سلس والمعالجة بحمض الزيت لإعطاء الظهور النهائي والتصميد للماء. في المغرب، التطبيق التقليدي هو:
- دمج طحين الصباغة مع الماء قبل إضافة صبغة اللون بمدة 12-15 ساعة
- الصباغة تطبق في طبقة كثيفة واحدة بآلة خشبية ونفس الآلة الخشبية هي التي يصقل بها
- قبلما تجف الصباغة، يضغط عليها بحجر سلس ومنبسط، ثم يلمعها بجرافة من البلاستيك
- قد تلمع التدلاكت آليا، بأحجار أو مواد الكشط أصلب من الصباغة لصنع مصقولة لامعة
- وآخيرا، يغلف الصباغة بحل من زيت الزيتون والصابون

صيانة التدلاكت على المدى الطويل تعتمد على إعادة تطبيق حل الصابون.[بحاجة لمصدر]

## الاستخدامات

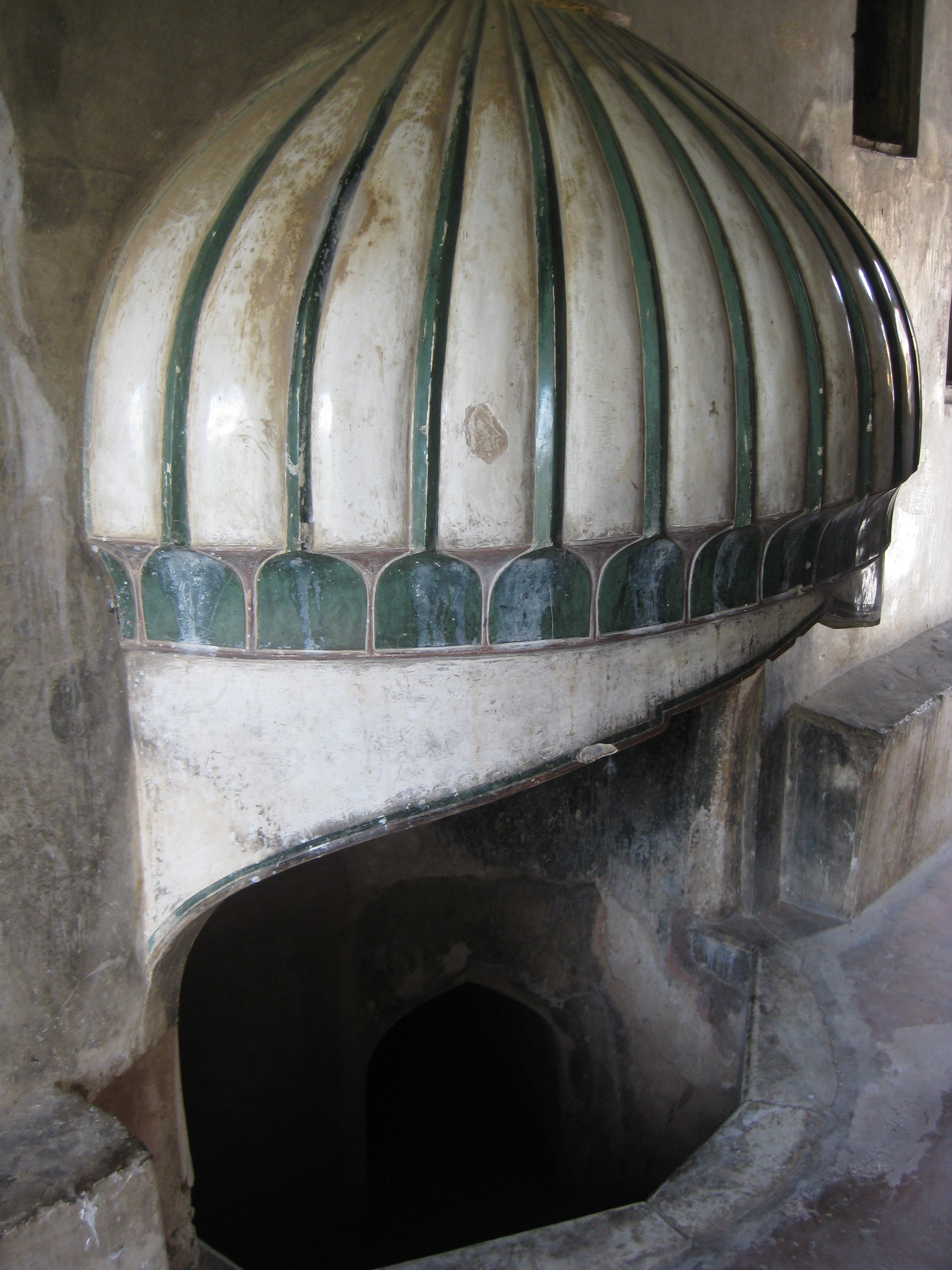
سطح منحوت يرجح أنه من التدلاكت في حمام في حصن عامر في الهند

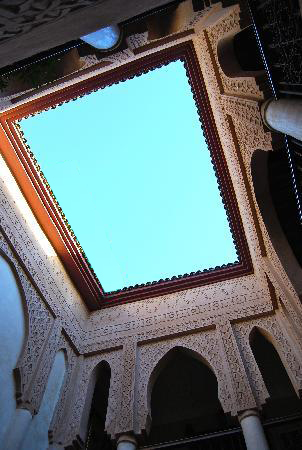
تدلاكت منقوش في رياض في مدينة مراكش المغربية[[تدلاكت#cite note-4|[4]]]

التدلاكت هي الصباغة التقليدية للقصر والحمام والرياض في المغرب. 